# Trichaphodius mysticus
Trichaphodius mysticus är en skalbaggsart som beskrevs av Bordat 1989. Trichaphodius mysticus ingår i släktet Trichaphodius och familjen Aphodiidae. Inga underarter finns listade i Catalogue of Life.